# Jan Weeteling
Jan Weeteling   (Zaandam, 18 d'agost de 1940) és un nedador neerlandès, ja retirat, especialista en estil lliure, que va competir durant la dècada de 1960. És germà del també nedador Bep Weeteling.
El 1964 va prendre part en els Jocs Olímpics d'Estiu de Tòquio, on va disputar dues proves del programa de natació. En totes elles quedà eliminat en sèries.
En el seu palmarès destaca una medalla de bronze al Campionat d'Europa de natació de 1962 i una altra de plata a les Universíades de 1963.